# Стрєлков Віктор Олександрович
Віктор Олександрович Стрєлков  (рос. Виктор Александрович Стрелков; 4 вересня 1925, Сталінград, Російська РФСР — 27 квітня 1996, Ростов-на-Дону, Російська РФСР) — поет, учасник Другої світової війни, член Спілки письменників СРСР, член Спілки російських письменників з 1991.

## Біографія
У серпні 1942 року пішов на фронт. Воював на Волзі, на 1-му Білоруському і 4-му Українському фронтах.
З 1945-го по 1948 рік Стрєлков працював десятником і виконробом в будівельних організаціях Москви і Казані. З 1948-го по 1955 рік — на Колимі, на будівництві міст Ангарськ, Чорногорська і залізниці Тайшет — Лена. З 1955 року був прохідником на шахтах Воркути.
У 1957 році переїхав у м. Ростов-на-Дону. Навчався у педагогічному інституті і одночасно працював спочатку десятником у тресті Зеленого будівництва, потім в обласному управлінні культури на посаді методиста.
Похований на Північному кладовищі Ростова-на-Дону.

## Творчість
Писати вірші розпочав у 1945 році, в 1963 році вийшла перша книжка «Серце в дорозі». У другу книгу «Балада про людину» (1965), як і першу, увійшло чимало віршів про німецько-радянську війну.
Не обмежувалася лише темою війни, розповідає і про мирні будні радянських людей. Його однолітки опиняються на передовій лінії повоєнного будівництва. Одні відновлюють зруйноване господарство, інші прокладають перші рейки в тайзі, треті стають геологами.
Вийшли друком поетичні збірки «Вірші» (1967), «На різних широтах» (1968), «Борг» (1970), «На безіменній висоті» (1973), «Перший іній» (1975), «Фарватер пам'яті» (1976), «Імпульси» (1980), «Будинок друзів» (1984). Більшість збірок вийшло в Ростові-на-Дону, деякі з них — в Елісті. Віктор Олександрович активно займається перекладами віршів калмицьких поетів Аксена Сусєєва, Хасира Сян-Белгина, Давида Кугультинова. Поетові належить багато перекладів з мов народів Північного Кавказу, Бурятії. Переведені Стрєлковим на російську мову твори поетів Болгарії. Всього вийшло у світ понад тридцять книг в його перекладах.
За найкраще зображення в літературному творі образу робітника і образу трудівника сільського господарства присуджено ряд місцевих премій. Одна з них — за поетичні репортажі про завод Атоммаш і поему «Кузнецовське поле», присвячену подвигу капітана Кузнєцова, який віддав життя за спасіння врожаю від пожежі.

## Нагороди та звання
- Орден Вітчизняної війни II ступеня
- Звання заслуженого працівника культури Калмицької АРСР

## Твори В. О. Стрєлкова
Окремі видання:
- Серце в дорозі. — Ростов н/Д: Кн. вид-во, 1963.
- Балада про людину. — Ростов н/Д: Кн. вид-во, 1965.
- Вірші. — Ростов н/Д: Кн. вид-во, 1967.
- Борг: Вірші та поема. — Еліста: Калм. кн. вид-во, 1970.
- На безіменній висоті. — Ростов н/Д: Кн. вид-во, 1973.
- Перший іній: Вірші та переклади. — Ростов н/Д: Кн. вид-во, 1975.
- Фарватер пам'яті: Вірші та поеми. — Еліста: Калм. кн. вид-во, 1976.
- Імпульси. — Ростов н/Д: Кн. вид-во, 1980.
- Поклик горизонту. — Еліста: Калм. кн. вид-во, 1981.
- Кузнецовське поле: Публіцист. поема. — Ростов н/Д: Кн. вид-во, 1982.
- Будинок друзів: Вірші, поеми, переклади. — Еліста: Калм. кн. изд-во, 1984.
- Чистий слід листопада: Вірші та поеми. — Ростов н/Д: Кн. вид-во, 1985.

## Про життя і творчість В. А. Стрєлкова
- Леонов П. А., Панькін В. В., Білоусов В. Е. Область на островах. — М: Думка, 1974, с. 190.
- Савін О. Пенза літературна. — Саратов: Приволж.: кн. вид-во, 1977, с. 219.
- Скребов Н. Шлях неспокійного серця// Дон, 1983, № 5. — С. 159-163.